# Sriram Baladži
Sriram Baladži (známý pod tvarem jména Narayanaswamy „N.“ Sriram Balaji, * 18. března 1990 Kójamputtúr, Tamilnádu) je indický profesionální tenista. Na challengerech ATP a okruhu ITF získal devět titulů ve dvouhře a padesát šest ve čtyřhře.
Na žebříčku ATP byl ve dvouhře nejvýše klasifikován v červnu 2017 na 287. místě a ve čtyřhře v březnu 2025 na 60. místě.
V indickém daviscupovém týmu debutoval v roce 2017 bengalúrskoiu 1. skupinou asijsko-oceánské zóny proti Uzbekistánu, v níž vyhrál čtyřhru po boku Rohana Bopanny. Indové zvítězili 4–1 na zápasy. Do června 2025 v soutěži nastoupil k pěti mezistátním utkáním s bilancí 1–2 ve dvouhře a 2–1 ve čtyřhře.
Indii reprezentoval na Letních olympijských hrách 2024 v Paříži. S Rohanem Bopannou zasáhli do čtyřhry, ale v úvodu podlehli Francouzům Gaëlu Monfilsovi a Édouardu Rogerovi-Vasselinovi. Na Jihoasijských hrách 2019 v Káthmándú, Pókhaře a Džanakpuru získal zlaté madaile v soutěži týmů a po boku Sowdžanji Bavisettiové i ve smíšené čtyřhře. Stříbro přidal s Džívanem Nedunčežijanem z mužského debla.

## Tenisová kariéra
Na okruhu ATP Tour debutoval lednovou čtyřhrou na Aircel Chennai Open 2012 v Čennaí, do níž obdržel s krajanem Džívanem Nedunčežijanem divokou kartu. Časnou porážku jim přivodili druzí nasazení Američané Scott Lipsky a Rajeevem Ramem. Ani na Aircel Chennai Open 2013 s Nedunčežijanem nepřešli úvodní kolo, po porážcce od turnajových jedniček, světové deblové jedenáctky Maheše Bhúpatího a pětky Daniela Nestora. První zápas tak vyhrál na Aircel Chennai Open 2014 po boku Inda Ramkumara Ramanathana. V zahajovacím duelu oplatil dva roky starou prohru Lipskému s Ramem.
Na grandslamu se premiérově objevil v deblu Wimbledon 2018 poté, co s Višnuem Vardhanem zvládli nástrahy kvalifikace. Do hlavní wimbledonské soutěže vstoupili výhrou nad členy páté světové desítky Marcusem Daniellem a Wesley Koolhofem, než je zastavili čtrnáctí nasazení Ben McLachlan s Janem-Lenardem  Struffem.
Semifinále si poprvé zahrál v deblu Maharashtra Open 2022 v Puné. S krajanem Višnuem Vardhanem v něm z pozice náhradníků nestačili na nejvýše nasazené Australany Luka Savilla a Johna-Patricka Smithe. Kariérní maximum překonal na dalším punéském ročníku, Maharashtra Open 2023, když do čtyřhry s Nedunčežijanem zasáhli znovu jako náhradníci. Z přímého souboje o titul odešli poraženi od čtvrtých nasazených Belgičanů Sandera Gillé a Jorana Vliegena.
Do třetího kola grandslamu se poprvé probojoval s Mexičanem Miguelem Ángelem Reyesem-Varelou na French Open 2024. V něm je vyřadil druhý světový pár složený z Rohana Bopanny a Matthewa Ebdena, přestože získali úvodní sadu.

## Finále na okruhu ATP Tour

### Čtyřhra: 1 (0–1)
| Legenda                   |
| ------------------------- |
| Grand Slam (0)            |
| Turnaj mistrů (0)         |
| ATP Tour Masters 1000 (0) |
| ATP Tour 500 (0)          |
| ATP Tour 250 (0–1)        |

| Stav      | č. | datum      | turnaj      | kategorie | povrch | spoluhráč           | soupeři ve finále          | výsledek |
| --------- | -- | ---------- | ----------- | --------- | ------ | ------------------- | -------------------------- | -------- |
| Finalista | 1. | leden 2023 | Puné, Indie | ATP 250   | tvrdý  | Džívan Nedunčežijan | Sander Gillé Joran Vliegen | 4–6, 4–6 |

## Tituly na challengerech ATP a okruhu ITF
| Legenda                  |
| ------------------------ |
| D – dvouhra; Č – čtyřhra |
| Challengery (0 D; 13 Č)  |
| ITF (9 D; 43 Č)          |

### Dvouhra (9 titulů)
| Č. | datum         | turnaj             | okruh   | povrch | poražený finalista      | výsledek           |
| -- | ------------- | ------------------ | ------- | ------ | ----------------------- | ------------------ |
| 1. | květen 2012   | Čennaí, Indie      | Futures | antuka | Joss Espasandin         | 6–3, 6–4           |
| 2. | srpen 2012    | Isfahán, Írán      | Futures | antuka | Vidžaj Sundar Prašanth  | 6–3, 6–2           |
| 3. | červen 2013   | Čennaí, Indie      | Futures | tvrdý  | Džívan Nedunčežijan     | 6–7(6–8), 6–4, 6–0 |
| 4. | listopad 2013 | Bhópál, Indie      | Futures | tvrdý  | Na Čong-ung             | 7–5, 7–5           |
| 5. | srpen 2014    | Astana, Kazachstán | Futures | tvrdý  | Chuang Liang-čchi       | 6–3, 6–2           |
| 6. | listopad 2014 | Gválijar, Indie    | Futures | tvrdý  | Mohit Majur Džájaprakaš | 6–3, 6–7(4–7), 6–3 |
| 7. | září 2016     | Chua Chin, Thajsko | Futures | tvrdý  | Hong Song-čchan         | 6–4, 7–6(7–3)      |
| 8. | únor 2017     | Džórhát, Indie     | Futures | tvrdý  | Višnu Vardhan           | 6–2, 7–6(7–1)      |
| 9. | březen 2017   | Bengalúr, Indie    | Futures | tvrdý  | Prajneš Gunneswaran     | 2–6, 6–3, 6–4      |

### Čtyřhra (56 titulů)
| Č.  | datum         | turnaj                      | okruh      | povrch    | spoluhráč                | poražení finalisté                              | výsledek               |
| --- | ------------- | --------------------------- | ---------- | --------- | ------------------------ | ----------------------------------------------- | ---------------------- |
| 1.  | duben 2009    | Nové Dillí, Indie           | Futures    | tvrdý     | Ašutoš Singh             | Juiči Itó Raven Klaasen                         | 7–6(7–1), 7–6(9–7)     |
| 2.  | listopad 2010 | Nonthaburi, Thajsko         | Futures    | tvrdý     | Vidžajant Malik          | Kao Pcheng Kao Wan                              | 6–3, 7–6(9–7)          |
| 3.  | prosinec 2011 | Kalkata, Indie              | Futures    | antuka    | Vinajak Šarma Kaza       | Džívan Nedunčežijan Vidžaj Sundar Prašanth      | 6–3, 4–6, [10–3]       |
| 4.  | březen 2012   | Bhópál, Indie               | Futures    | tvrdý     | Randžít Virali-Murugesan | Vidžaj Sundar Prašanth Arun-Prakaš Radžagopalan | 7–6(7–5), 3–6, [10–6]  |
| 5.  | duben 2012    | Ho Či Minovo Město, Vietnam | Futures    | tvrdý     | Rohan Gadžjar            | Dane Propoggia Jose Statham                     | 6–3, 6–4               |
| 6.  | duben 2012    | Madurai, Indie              | Futures    | antuka    | Vigneš Peranamallur      | André Gaspar Murta Matthieu Viérin              | 7–6(7–4), 7–6(7–5)     |
| 7.  | červen 2012   | Mandja, Indie               | Futures    | tvrdý     | Arun-Prakaš Radžagopalan | Saketh Myneni Ou-jang Bowen                     | 7–5, 6–1               |
| 8.  | červen 2012   | Maisúr, Indie               | Futures    | tvrdý     | Arun-Prakaš Radžagopalan | Kunal Ánand Adžai Selvaradž                     | 3–6, 6–1, [10–6]       |
| 9.  | červenec 2012 | Römerberg, Německo          | Futures    | antuka    | Vidžaj Sundar Prašanth   | Lukas Jastraunig Marc Rath                      | 7–5, 6–4               |
| 10. | září 2012     | Isfahán, Írán               | Futures    | antuka    | Randžít Virali-Murugesan | Sarvar Ikramov Sergej Šipilov                   | 6–1, 6–1               |
| 11. | prosinec 2012 | Davanagere, Indie           | Futures    | tvrdý     | Džívan Nedunčežijan      | Vidžaj Sundar Prašanth Arun-Prakaš Radžagopalan | 6–7(4–7), 6–4, [10–1]  |
| 12. | květen 2013   | Čandígarh, Indie            | Futures    | tvrdý     | Randžít Virali-Murugesan | Arun-Prakaš Radžagopalan Višnu Vardhan          | 6–3, 6–4               |
| 13. | červen 2013   | Čennaí, Indie               | Futures    | tvrdý     | Džívan Nedunčežijan      | Tošihide Macui Bumpei Sató                      | 6–1, 6–4               |
| 14. | červen 2013   | Čennaí, Indie               | Futures    | tvrdý     | Džívan Nedunčežijan      | Keith-Patrick Crowley Arun-Prakaš Radžagopalan  | 6–2, 6–7(6–8), [10–5]  |
| 15. | srpen 2013    | Čang-ťia-kang, Čína         | Futures    | tvrdý     | Randžít Virali-Murugesan | Lim Jong-kjú Tošihide Macui                     | 7–5, 7–6(7–4)          |
| 16. | srpen 2013    | Tchien-ťin, Čína            | Futures    | tvrdý     | Randžít Virali-Murugesan | Čong Hjon Nam Či-song                           | 6–3, 6–2               |
| 17. | září 2013     | Šarm aš-Šajch, Egypt        | Futures    | antuka    | Randžít Virali-Murugesan | Karim Hossam Karim-Mohamed Maamoun              | 6–4, 7–6(12–10)        |
| 18. | listopad 2013 | Dillí, Indie                | Futures    | tvrdý     | Randžít Virali-Murugesan | Ramkumar Ramanathan Ašwin Vidžajragavan         | 7–6(7–3), 6–3          |
| 19. | listopad 2013 | Rájpúr, Indie               | Futures    | tvrdý     | Randžít Virali-Murugesan | Mohit Majur Džájaprakaš Ramkumar Ramanathan     | 6–1, 6–3               |
| 20. | únor 2014     | Čandígarh, Indie            | Futures    | tvrdý     | Randžít Virali-Murugesan | Vivek Šokín Sanam Singh                         | 6–4, 6–4               |
| 21. | duben 2014    | Namangan, Uzbekistán        | Futures    | tvrdý     | Randžít Virali-Murugesan | Piotr Gadomski Višnu Vardhan                    | 6–3, 6–1               |
| 22. | srpen 2014    | Astana, Kazachstán          | Futures    | tvrdý     | Randžít Virali-Murugesan | Chuang Liang-čchi Denis Macukevič               | 6–2, 6–4               |
| 23. | září 2014     | Danderyd, Švédsko           | Futures    | tvrdý (h) | Patrik Rosenholm         | Jacob Adaktusson Tobias Blomgren                | 6–4, 6–4               |
| 24. | listopad 2014 | Kalkata, Indie              | Futures    | antuka    | Randžít Virali-Murugesan | Vidžaj Sundar Prašanth Višnu Vardhan            | 6–4, 6–2               |
| 25. | prosinec 2014 | Dauhá, Katar                | Futures    | tvrdý     | Ramkumar Ramanathan      | Sam Barry Maximilian Neuchrist                  | 6–3, 6–4               |
| 26. | březen 2015   | Bhímávarám, Indie           | Futures    | tvrdý     | Višnu Vardhan            | Ramkumar Ramanathan Randžít Virali-Murugesan    | 6–7(5–7), 6–3, [10–6]  |
| 27. | červen 2015   | Hajdarábád, Indie           | Futures    | tvrdý (h) | Višnu Vardhan            | Bhaveš Gour Sidharth Rawat                      | 6–3, 6–0               |
| 28. | červen 2015   | Hajdarábád, Indie           | Futures    | tvrdý (h) | Višnu Vardhan            | Antoine Escoffier Hugo Grenier                  | 6–4, 6–2               |
| 29. | červenec 2015 | Si-an, Čína                 | Futures    | tvrdý     | Li Če                    | Paj Jen Čchen Tchi                              | 4–6, 7–6(7–2), [13–11] |
| 30. | listopad 2015 | Gválijar, Indie             | Futures    | tvrdý     | Višnu Vardhan            | Chung Ťüi-čchen Ramkumar Ramanathan             | 6–4, 7–6(7–5)          |
| 31. | duben 2016    | Čandígarh, Indie            | Futures    | tvrdý     | Višnu Vardhan            | Juiči Itó Šó Katajama                           | 6–1, 6–4               |
| 32. | květen 2016   | Jassowal, Indie             | Futures    | tvrdý     | Vidžaj Sundar Prašanth   | John Lamble Bernardo Saraiva                    | 6–3, 6–3               |
| 33. | květen 2016   | Andižan, Uzbekistán         | Futures    | tvrdý     | Markos Kalovelonis       | Roman Chassanov Vitalij Kozjukov                | 6–3, 6–4               |
| 34. | září 2016     | Chua Chin, Thajsko          | Futures    | tvrdý     | Vidžaj Sundar Prašanth   | Pručja Isaro Ken Oniši                          | 6–2, 6–2               |
| 35. | září 2016     | Čennaí, Indie               | Futures    | antuka    | Vidžaj Sundar Prašanth   | Kunal Ánand Anvit Bendre                        | 7–6(7–2), 6–1          |
| 36. | září 2016     | Čennaí, Indie               | Futures    | tvrdý     | Višnu Vardhan            | Kunal Ánand Anvit Bendre                        | 6–3, 6–4               |
| 37. | září 2016     | Kójamputtúr, Indie          | Futures    | tvrdý     | Višnu Vardhan            | Anvit Bendre Vidžaj Sundar Prašanth             | 6–3, 6–1               |
| 38. | únor 2017     | Džórhát, Indie              | Futures    | tvrdý     | Višnu Vardhan            | Mohit Majur Džájaprakaš Vidžaj Sundar Prašanth  | 7–6(7–5), 4–6, [10–6]  |
| 39. | březen 2017   | Guváhátí, Indie             | Futures    | tvrdý     | Višnu Vardhan            | Vidžaj Sundar Prašanth Sanam Singh              | 6–3, 3–6, [10–6]       |
| 40. | březen 2017   | Bhíláí, Indie               | Futures    | tvrdý     | Višnu Vardhan            | Alexander Centenari Sami Reinwein               | 6–2, 6–4               |
| 41. | březen 2017   | Trivandrum, Indie           | Futures    | antuka    | Višnu Vardhan            | Chung Ťüi-čchen Wong Hong-kit                   | 6–3, 7–5               |
| 42. | duben 2017    | Buchara, Uzbekistán         | Futures    | tvrdý     | Višnu Vardhan            | Sergej Betov Vladyslav Manafov                  | 6–4, 7–5               |
| 43. | červen 2017   | Andižan, Uzbekistán         | Futures    | tvrdý     | Višnu Vardhan            | Vladyslav Manafov Denis Macukevič               | 6–3, 6–2               |
| 44. | červen 2017   | Fergana, Uzbekistán         | Challenger | tvrdý     | Višnu Vardhan            | Juja Kibi Šuiči Sekiguči                        | 6–3, 6–3               |
| 45. | srpen 2017    | Čchheng-tu, Čína            | Challenger | tvrdý     | Višnu Vardhan            | Sie Čeng-pcheng Pcheng Sien-jin                 | 6–3, 6–4               |
| 46. | listopad 2017 | Šen-čen, Čína               | Challenger | tvrdý     | Višnu Vardhan            | Austin Krajicek Jackson Withrow                 | 7–6(7–3), 7–6(7–3)     |
| 47. | únor 2018     | Čennaí, Indie               | Challenger | tvrdý     | Višnu Vardhan            | Cem İlkel Danilo Petrović                       | 7–6(7–5), 5–7, [10–5]  |
| 48. | květen 2018   | Samarkand, Uzbekistán       | Challenger | antuka    | Višnu Vardhan            | Michail Jelgin Denis Istomin                    | bez boje               |
| 49. | duben 2019    | Tchaj-pej, Tchaj-wan        | Challenger | tvrdý (h) | Jonatan Erlich           | Sander Arends Tristan-Samuel Weissborn          | 6–3, 6–2               |
| 50. | září 2021     | Cassis, Francie             | Challenger | tvrdý     | Ramkumar Ramanathan      | Hans Hach Verdugo Miguel Ángel Reyes-Varela     | 6–4, 3–6, [10–6]       |
| 51. | červen 2022   | Bratislava, Slovensko       | Challenger | antuka    | Džívan Nedunčežijan      | Vladyslav Manafov Oleg Prihodko                 | 7–6(8–6), 6–4          |
| 52. | červen 2022   | Blois, Francie              | Challenger | antuka    | Džívan Nedunčežijan      | Romain Arneodo Jonathan Eysseric                | 6–4, 6–7(3–7), [10–7]  |
| 53. | říjen 2023    | Bratislava, Slovensko       | Challenger | tvrdý     | Andre Begemann           | Andrej Golubjev Denys Molčanov                  | 6–3, 5–7, [10–8]       |
| 54. | říjen 2023    | Ismaning, Německo           | Challenger | Carpet    | Andre Begemann           | Constantin Frantzen Hendrik Jebens              | 7–6(7–4), 6–4          |
| 55. | listopad 2023 | Helsinky, Německo           | Challenger | tvrdý     | Andre Begemann           | Džívan Nedunčežijan Vidžaj Sundar Prašanth      | 6–2, 7–5               |
| 56. | duben 2024    | Cagliari, Itálie            | Challenger | antuka    | Andre Begemann           | Boris Arias Federico Zeballos                   | 6–4, 6–7(3–7), [10–6]  |